# Morti nel 2006/Giugno
| Questa pagina contiene informazioni ricavate automaticamente dalle voci biografiche con l'ausilio del template Bio e di un bot. L'aggiornamento è periodico e automatico e ricostruisce completamente la pagina. Se manca una persona in questa lista, sei pregato di non aggiungerla, ma accertati piuttosto che la sua voce biografica contenga il template Bio e che i dati anagrafici siano correttamente compilati. Se il template Bio manca, inseriscilo tu stesso o, in alternativa, metti l'avviso {{tmp\|Bio}} che ne segnala la mancanza. Se i dati riportati sono sbagliati, correggi direttamente la voce biografica; le modifiche saranno visibili in questa lista entro pochi giorni. Per chiarimenti vedi il progetto biografie. La lista contiene solo le 131 persone che sono citate nell'enciclopedia e per le quali è stato implementato correttamente il template Bio. Pagina aggiornata al 10 ago 2025. |

- 1º giugno - Sandro Bartoccioni, cardiochirurgo italiano (n. 1947)
- 1º giugno - Francesco Biancoli, mafioso italiano (n. 1957)
- 1º giugno - Rocío Jurado, cantante e attrice spagnola (n. 1943)
- 1º giugno - Anton Seelos, sciatore alpino austriaco (n. 1911)
- 1º giugno - Matteo Spinola, attore italiano (n. 1929)
- 2 giugno - Filippo Càssola, storico e epigrafista italiano (n. 1925)
- 2 giugno - Ken Jones, velocista e rugbista a 15 britannico (n. 1921)
- 2 giugno - Kazuo Saitō, marciatore giapponese (n. 1942)
- 3 giugno - Stefano Bellaveglia, banchiere italiano (n. 1958)
- 3 giugno - Leo Morris Clarke, vescovo cattolico australiano (n. 1923)
- 3 giugno - Ian Francis Bell Common, entomologo australiano (n. 1917)
- 3 giugno - Vittoria Giunti, partigiana italiana (n. 1917)
- 3 giugno - Doug Serrurier, pilota automobilistico sudafricano (n. 1920)
- 4 giugno - Bianca Della Corte, attrice italiana (n. 1917)
- 4 giugno - Fulvia Mammi, attrice e doppiatrice italiana (n. 1927)
- 5 giugno - Gerardo Coque, calciatore e allenatore di calcio spagnolo (n. 1928)
- 5 giugno - Henri Magne, copilota di rally francese (n. 1953)
- 5 giugno - Karl Pflock, saggista statunitense (n. 1943)
- 5 giugno - Rinus Schaap, calciatore olandese (n. 1922)
- 5 giugno - Lothar Warneke, regista, sceneggiatore e attore tedesco (n. 1936)
- 6 giugno - Leslie Alcock, archeologo britannico (n. 1925)
- 6 giugno - Giuseppe Bruno, operaio italiano (n. 1923)
- 6 giugno - Cesare Canetta, cestista italiano (n. 1914)
- 6 giugno - Werner Döring, fisico tedesco (n. 1911)
- 6 giugno - Tibor Fábián, calciatore ungherese (n. 1946)
- 6 giugno - Arnold Newman, fotografo statunitense (n. 1918)
- 6 giugno - Billy Preston, musicista, cantante e polistrumentista statunitense (n. 1946)
- 6 giugno - Hilton Ruiz, pianista e compositore statunitense (n. 1952)
- 6 giugno - Camille Sandorfy, chimico ungherese (n. 1920)
- 6 giugno - José María Sánchez, regista spagnolo (n. 1949)
- 7 giugno - Herbert Buhtz, canottiere tedesco (n. 1911)
- 7 giugno - Terrence McCann, lottatore statunitense (n. 1934)
- 7 giugno - John Tenta, wrestler e lottatore di sumo canadese (n. 1963)
- 7 giugno - Abu Musab al-Zarqawi, terrorista giordano (n. 1966)
- 8 giugno - Jim Birr, cestista statunitense (n. 1916)
- 8 giugno - Robert Donner, attore statunitense (n. 1931)
- 8 giugno - Erasmo Franzoni, allenatore di calcio e calciatore italiano (n. 1912)
- 8 giugno - Edoardo Travi, poeta italiano (n. 1920)
- 8 giugno - Bjørn Wiinblad, artista e designer danese (n. 1918)
- 8 giugno - Matta El Meskin, monaco cristiano egiziano (n. 1919)
- 9 giugno - Kinga Choszcz, scrittrice polacca (n. 1973)
- 9 giugno - Drafi Deutscher, cantante, compositore e produttore discografico tedesco (n. 1946)
- 9 giugno - Shay Gibbons, calciatore irlandese (n. 1929)
- 9 giugno - Enzo Siciliano, scrittore, saggista e drammaturgo italiano (n. 1934)
- 10 giugno - Hubertus Czernin, giornalista austriaco (n. 1956)
- 10 giugno - Wulff-Dieter Heintz, astronomo tedesco (n. 1930)
- 11 giugno - James Ax, matematico statunitense (n. 1937)
- 11 giugno - Biagio Bobbio, calciatore italiano (n. 1920)
- 11 giugno - Neroli Fairhall, arciera neozelandese (n. 1944)
- 11 giugno - Rolande Falcinelli, organista, pianista e compositrice francese (n. 1920)
- 11 giugno - Suzanne Morrow, pattinatrice artistica su ghiaccio canadese (n. 1930)
- 11 giugno - Mike Quarry, pugile statunitense (n. 1951)
- 12 giugno - Rasmus Green, calciatore danese (n. 1980)
- 12 giugno - György Ligeti, compositore ungherese (n. 1923)
- 12 giugno - Ettore Lombardi, cantante e compositore italiano (n. 1933)
- 12 giugno - Giorgio Messori, scrittore italiano (n. 1955)
- 12 giugno - Amos Pampaloni, ufficiale italiano (n. 1910)
- 12 giugno - Santi Pirrone, scacchista italiano (n. 1920)
- 12 giugno - Dennis Shepherd, pugile sudafricano (n. 1926)
- 12 giugno - James Stephen Sullivan, vescovo cattolico statunitense (n. 1929)
- 13 giugno - Olimpia Di Maio, attrice, comica e commediografa italiana (n. 1929)
- 13 giugno - Leonard Gray, cestista statunitense (n. 1951)
- 13 giugno - Charles Haughey, politico irlandese (n. 1925)
- 14 giugno - Andreina Carli, attrice italiana (n. 1916)
- 14 giugno - Enzo Felsani, poliziotto e generale italiano (n. 1918)
- 14 giugno - Jean Roba, fumettista belga (n. 1930)
- 14 giugno - Paolo Murialdi, giornalista, scrittore e partigiano italiano (n. 1919)
- 14 giugno - Remo Sammartino, politico e avvocato italiano (n. 1913)
- 15 giugno - Betty Curtis, cantante italiana (n. 1936)
- 15 giugno - Guillaume Driessens, ciclista su strada e dirigente sportivo belga (n. 1912)
- 15 giugno - Tina Zuccoli, insegnante, viaggiatrice e fotografa italiana (n. 1928)
- 15 giugno - Max Turilli, attore e doppiatore italiano (n. 1928)
- 15 giugno - Frank Willett, storico dell'arte, archeologo e africanista britannico (n. 1925)
- 16 giugno - Arthur Franz, attore statunitense (n. 1920)
- 17 giugno - Bussunda, umorista, personaggio televisivo e autore televisivo brasiliano (n. 1962)
- 17 giugno - James McClure, scrittore britannico (n. 1939)
- 17 giugno - Pedro Ricardo López, calciatore e allenatore di calcio colombiano (n. 1912)
- 17 giugno - Enzo Romano, calciatore italiano (n. 1920)
- 17 giugno - Abdul-Chalim Sadulaev, militare, imam e politico russo (n. 1967)
- 18 giugno - Gică Petrescu, cantante rumeno (n. 1915)
- 18 giugno - Vincent Sherman, regista, sceneggiatore e attore statunitense (n. 1906)
- 18 giugno - Madeleine St John, scrittrice australiana (n. 1941)
- 18 giugno - Richard Stahl, attore statunitense (n. 1932)
- 18 giugno - Nazareno Taddei, presbitero, linguista e regista italiano (n. 1920)
- 19 giugno - Roberto Felice Bigliardo, politico italiano (n. 1952)
- 19 giugno - Mario Gallo, giornalista, critico cinematografico e sceneggiatore italiano (n. 1924)
- 19 giugno - Lanfranco Radi, artista e architetto italiano (n. 1932)
- 19 giugno - Vinko Rosić, pallanuotista e allenatore di pallanuoto jugoslavo (n. 1941)
- 19 giugno - Salvatore Sorrentino, vescovo cattolico italiano (n. 1917)
- 19 giugno - Angelo Uboldi, calciatore italiano (n. 1923)
- 20 giugno - Markus Fierz, fisico svizzero (n. 1912)
- 20 giugno - René Küss, medico francese (n. 1913)
- 20 giugno - Walter Mantegazza, calciatore uruguaiano (n. 1952)
- 20 giugno - Cesare Mantovani, politico e giornalista italiano (n. 1939)
- 21 giugno - Nazzareno Natale, attore italiano (n. 1938)
- 22 giugno - Asun Balzola, scrittrice, traduttrice e illustratrice spagnola (n. 1942)
- 22 giugno - Anna Castelli Ferrieri, designer e architetta italiana (n. 1918)
- 22 giugno - Pinuccia Nava, attrice italiana (n. 1920)
- 23 giugno - Mario Vincenzo Di Gioia, politico italiano (n. 1928)
- 23 giugno - Luke Graham, wrestler statunitense (n. 1940)
- 23 giugno - José María Martín, calciatore e allenatore di calcio spagnolo (n. 1924)
- 23 giugno - Silvana Mauri, giornalista, scrittrice e traduttrice italiana (n. 1920)
- 23 giugno - Aaron Spelling, produttore televisivo, produttore cinematografico e attore statunitense (n. 1923)
- 24 giugno - Carlo Luciano Alessio, micologo italiano (n. 1919)
- 24 giugno - Heinz-Günther Lehmann, nuotatore tedesco occidentale (n. 1923)
- 25 giugno - Eliahu Asheri, israeliano (n. 1988)
- 25 giugno - Irving Kaplansky, matematico canadese (n. 1917)
- 25 giugno - Arif Mardin, produttore discografico statunitense (n. 1932)
- 25 giugno - Sophie Maslow, coreografa, ballerina e insegnante statunitense (n. 1911)
- 25 giugno - Ralph Olinger, sciatore alpino svizzero (n. 1924)
- 25 giugno - Fernando Soto Henríquez, aviatore e ufficiale honduregno (n. 1939)
- 26 giugno - Maria Grazia Marchelli, sciatrice alpina e giornalista italiana (n. 1932)
- 26 giugno - Eduard Schweizer, teologo svizzero (n. 1913)
- 26 giugno - Tommy Wonder, illusionista olandese (n. 1953)
- 27 giugno - Giovanni Barbagli, politico italiano (n. 1931)
- 27 giugno - Ercole Castaldo, calciatore, allenatore di calcio e dirigente sportivo italiano (n. 1926)
- 27 giugno - Gino Vignolo, calciatore italiano (n. 1921)
- 28 giugno - Ignacio Alustiza, calciatore spagnolo (n. 1931)
- 28 giugno - Bio Boccosi, compositore, fisarmonicista e editore italiano (n. 1912)
- 28 giugno - Albrecht von Goertz, designer tedesco (n. 1914)
- 28 giugno - Slobodan Janković, cestista jugoslavo (n. 1963)
- 28 giugno - Theodore Levitt, economista tedesco (n. 1925)
- 29 giugno - Fernando Barbiero, politico e medico italiano (n. 1923)
- 29 giugno - Jim McNab, calciatore scozzese (n. 1940)
- 29 giugno - Tadao Ōnishi, calciatore giapponese (n. 1943)
- 29 giugno - Don Putman, cestista statunitense (n. 1922)
- 29 giugno - Lloyd Richards, regista canadese (n. 1919)
- 29 giugno - Marco Terragni, imprenditore e inventore italiano (n. 1930)
- 29 giugno - F. Mark Wyatt, agente segreto statunitense (n. 1920)
- 30 giugno - Emidio Revelli, politico e avvocato italiano (n. 1930)
- 30 giugno - Michele Zuccalà, politico italiano (n. 1924)